# Zeynep Koçer
Zeynep Gamze Koçer (* 15. April 1998 in Bakırköy) ist eine türkische Fußballspielerin.

## Karriere

### Verein
Von 2010 bis 2012 spielte sie für den Verein Kaynarcaspor. Danach wechselte sie 2014 zu Beşiktaş Istanbul. Sie genoss den Meistertitel ihrer Mannschaft in zwei aufeinanderfolgenden Spielzeiten und stieg schließlich in die Süper Lig der türkischen Frauen auf.  In der Season 2018/19 gewann sie mit ihrer Mannschaft den Meistertitel.

### Nationalmannschaft
Zwischen 2015 und 2017 spielte Koçer für die Türkei U-19. Sie debütierte am 8. Dezember 2015 bei einem Freundschaftsspiel gegen Russland.